# الصاغ حسين حمودة من الضباط الاحرار
حسين محمد أحمد حمودة (5 أكتوبر 1923م – 18 أكتوبر 1995م) أحد أعضاء حركة الضباط الأحرار التي قامت بالثورة على حكم ملك مصر والسودان وقتها فاروق الأول في عام 1952م.

الصاغ حسين حموده

## نشأته:
وُلد حسين حمودة في 5 أكتوبر 1923م لأسرة عريقة (آل محمد) تنتمي لقرية العقال البحري بمركز البداري بأسيوط جنوب مصر؛ فقد كان والده الشيخ/ محمد أحمد حمودة أستاذ للبلاغة بالأزهر الشريف، وجده الشيخ أحمد حمودة كان عالم من علماء الازهر واول من حصل على العالمية في قريته وكان شقيقه الأكبر المستشار/ أحمد محمد أحمد حمودة مستشار بإدارة قضايا الحكومة (هيئة قضايا الدولة حاليا) وبعدها انتقل الى القضاء ومن القضايا التى فصل فيها قضيه ميراث الفنان فريد الأطرش. كان لعائلته الحكم في القريه زمن محمد على باشا وكان خاله السيد جلال بك حسين الكلسلي عضو مجلس النواب بالتعيين من الملك فاروق الاول.

## حياته:
التحق حسين حمودة بالكلية الحربية الملكية، وتخرج منها في 7 سبتمبر 1940م، ولم يكن قد بلغ 17 سنه. التحق بعد تخرجه بالكتيبة الثامنة المشاة بالمعادي برتبة الملازم ثان؛ وكانت الحرب العالمية الثانية قد دقت رحاها في الثاني من سبتمبر من عام 1939م، وقد اشترك مع الجيش المصري في حماية مرافق البلاد الحيوية أثناء تلك الحرب، فسافر يوم 15 ديسمبر 1940م مع الكتيبة الثامنة المشاة إلى أسوان حيث قامت الكتيبة مع كتيبتين أخريين باتخاذ مواقع دفاعية حول خزان أسوان من جميع الاتجاهات لحماية هذا المرفق الحيوي من التخريب سواء من الجو أو من البر.
في 12 إبريل 1941م سافر حسين حمودة من أسوان إلى القاهرة للعمل في القوات المرابطة في العباسية.
عند وقوع حادث 4 فبراير 1942م كان حسين حمودة مريضًا بالمستشفى العسكري العام، وكان مريضًا بذات المستشفى أيضًا الفريق أ.ح/ عزيز باشا المصري  رئيس هيئة أركان حرب الجيش المصري (سابقًا). وقد تمكن حسين حمودة من مقابلته والتحاور معه مما أفاده كثير

## تنظيم الضباط الأحرار:
التقي حسين حمودة باليوزباشي/ جمال عبد الناصر  عام 1944م، وانضم إلى تنظيم الضباط الأحرار، وكان من الرعيل الأول في التنظيم، وفي عام 1945م سافر مرة أخرى إلى أسوان مع الملازم أول/ حمزة البسيوني، الذي أصبح بعد ذلك قائدًا للسجن الحربي بعد الثورة.
في 3 يوليو 1945م قدم حسين حمودة نفسه إلى مدرسة المشاة ومكث بها ثلاث سنوات انتهت في 30 يونيو 1948م. سافر مع السيد/ شعراوي جمعة  إلى مركز تدريب الشرق الأوسط بفلسطين والذي كان تابعًا للقوات البريطانية للحصول على فرقة هاون 3 من مدرسة المشاة البريطانية.

## زواجه وحياته العائلية:

حسين حموده

تزوج حسين حمودة عام 1947م من شقيقة السيد/ سعد حسن توفيق كريمة حسن باشا توفيق، أحد أعضاء حركة الضباط الأحرار؛ وأنجب ستة أبناء، وهم:
- السيدة/ نعمت حسين محمد أحمد حمودة، معلمة بمدرسة مصر الجديدة الثانوية (متوفاة).
- السيدة أ.د/ منى حسين محمد أحمد حمودة- أستاذ الهيستولوجيا (علم الأنسجة وبيولوجيا الخلية) بكلية الطب- جامعة الأزهر.
- السيد اللواء/ جلال حسين محمد أحمد حمودة مدير امن الموانى سابقا(متوفي).
- السيدة/ زينة حسين محمد أحمد حمودة، أخصائية حاسب آلي بالولايات المتحدة الأمريكية.
- السيد/ محمد حسين محمد أحمد حمودة، رجل أعمال بالولايات المتحدة الأمريكية (متوفي).
- السيد/ أحمد حسين محمد أحمد حمودة، رجل أعمال بالولايات المتحدة الأمريكية (متوفي).

## حرب فلسطين:
عندما دخل الجيش المصري حرب فلسطين في 15 مايو 1948م اشترك حسين حمودة في تلك الحرب، وكان وقتها مدرسًا بمدرسة المشاة.

## ثورة 23 يوليو 1952م:
في 19 نوفمبر 1950م، نُقل حسين حمودة للتدريس بالكلية الحربية، وفي تلك الآونة اشترك مع الضباط الأحرار في أحداث ثورة 23 يوليو 1952م، وكان وقتها مدرسًا بالكلية الحربية، وقد تم تكليفه بتحويل الكلية الحربية إلى معتقل لاعتقال من يُخشى منهم على الثورة الوليدة.
بعد الثورة

حسين حموده في كلية اركان الحرب برفقة حسين الشافعي واحمد اسماعيل على

بعد قيام ثورة يوليو، وفي سبتمبر 1952م التحق حسين حمودة بكلية أركان الحرب، وتخرج منها في سبتمبر 1953م حاملًا شهادة الماجستير في العلوم العسكرية، وقد أُقيم حفل تخرج مهيب حضره اللواء/ محمد نجيب رئيس الجمهورية (الأسبق). وبعد تخرجه من كلية أركان الحرب، سافر حسين حمودة في 12 سبتمبر 1953م إلى الولايات المتحدة الأمريكية في زيارة رسمية للقوات المسلحة الأمريكية. وصدر قرار رئيس جمهورية مصر العربية رقم 1386 لسنة 1972م بمنح الضباط الأحرار المذكورة أسماؤهم معاشًا شهريًا يعادل معاش الوزراء، وكان من بينهم السيد/ حسين محمد أحمد حمودة.

حسين حموده